# Kammersänger
Kammersänger (żeńska forma Kammersängerin, skrót „KS”) – niemiecki oraz austriacki tytuł honorowy przyznawany wybitnym i zasłużonym śpiewakom operowym. Godność wywodzi się z czasów feudalnych, kiedy królowie i książęta tak nazywali szczególnie wyróżniających się talentem i ulubionych artystów występujących na ich dworze. W czasach współczesnych ten tytuł mają prawo nadawać niektóre znaczniejsze niemieckie i austriackie teatry operowe. Tytułu nie należy tłumaczyć.
Tytułem Kammersänger zostali uhonorowani także Polacy m.in.: Andrzej Dobber, Jan Kiepura, Tomasz Konieczny, Zdzisława Donat, Andrzej Saciuk, Joanna Borowska-Isser czy Piotr Beczała.